# Claranova
 (janvier 2024).
L'article doit être relu — et modifié si nécessaire — par des contributeurs indépendants pour apporter un regard critique aux contributions effectuées en violation des conditions d'utilisation de Wikipédia, tant sur la forme (notamment concernant le style encyclopédique, la proportionnalité) que sur le fond (la neutralité de point de vue, la qualité et l'indépendance des sources).
Claranova, anciennement Avanquest, est une entreprise informatique française fondée en 1984 par Bruno Vanryb (en) et Roger Politis sous le nom BVRP Software.
Claranova est spécialisée dans les secteurs de l'impression photo, les objets connectés et l'édition de logiciel. Elle est cotée à la bourse de Paris.

## Histoire
Le groupe est créé en 1984 par Bruno Vanryb et Roger Politis sous le nom de BVRP Software (leurs initiales) et « grâce à leurs indemnités de chômage ». Il entre en bourse dès 1996 puis est renommé Avanquest en 2005. Le groupe est alors principalement construit autour de l’édition et la distribution de logiciels pour les particuliers et les entreprises, notamment par le vente d'un des premiers logiciels d'envoi de fax à partir d’un ordinateur,,,. 
En 2007, Avanquest fait l'acquisition de Nova Development aux États-Unis et de 97,44 % du capital du groupe Emme (Edition Multi Média Electroniques) en Europe, devenant alors un acteur majeur de l'édition de logiciel grand public. Cette même année, Avanquest annonce que plus de la moitié de leur logiciels sont développés en interne. 
Avanquest entreprend en 2008 un changement de stratégie. L'entreprise ne se concentre plus uniquement sur la vente et distribution de logiciels physiques, pour évoluer vers de la vente online privilégiant les logiciels dématérialisés puis en adaptant son modèle économique aux ventes par abonnement sur internet (SaaS puis PaaS). Avanquest positionne ensuite sa stratégie vers l'e-commerce, en proposant un modèle SaaS (Software as a service) pour la vente de ses logiciels par Avanquest puis en déployant pour son activité Internet des Objets une plateforme PaaS (Plateforme as a service). En 2010, elle fait l'acquisition de la société d'édition Micro Application.
L’édition de logiciels déclinant tant en revenus qu’en profitabilité, la société décide en décembre 2013 de se concentrer sur les secteurs de l'impression photo, les objets connectés et l'édition de logiciel.  
En mai 2013, la société a renoué avec la croissance et la profitabilité et continue sa trajectoire d’expansion à la fois géographique et de produits. 
En juin 2017, l'éditeur français change de nouveau son nom pour devenir Claranova et ainsi tenter de renouveler son image,. La société Claranova est désormais divisée en trois entités bien distinctes dont celle consacrée aux activités logicielles qui hérite du nom d'Avanquest Software. 
L'assemblée générale extraordinaire du 11 juin 2019 approuve la transformation de Claranova en Société Européenne et le Regroupement d'Actions comme proposé par le conseil d'administration.

PlanetArt, filiale de Claranova, finalise la reprise des actifs de Personal Creations le 2 août 2019 pour 18,1 millions de dollars. Personal Creations, entreprise spécialisée sur le marché de la distribution en ligne de produits personnalisés, va permettre à PlanetArt d’élargir son offre par l’activité de personnalisation de cadeaux et d’ouvrir de nouveaux marchés.
Lors de l’Assemblée Générale du 30 novembre 2022, une demande de révocation du Conseil d’Administration a été demandée par l’association Adanova pendant la séance. Cette résolution a été votée mais a été rejetée,.

De manière générale, la majorité des résolutions a été refusée. Parmi celles-ci, les salaires de Pierre Césarini (Président Directeur Général), de Xavier Rojo (Directeur Général Délégué) et les jetons de présence des membres du Conseil d’Administration ont été rejetés, marquant ainsi la défiance des petits actionnaires du groupe vis-à-vis du conseil d'administration,.

## Activités

### Impression photos et cadeaux personnalisés
PlanetArt regroupe les activités Printing et Gifting de Claranova. Adressée aux particuliers, la plateforme réalise un service d’impression numérique personnalisée sur divers supports (photos, albums photos, cartes de vœux, tableaux, objets…). Cette branche regroupe les applications mobiles FreePrints  ainsi que les sites de ventes de produits photos et de cadeaux personnalisés, avec SimplytoImpress.com, PhotoAffections.com, CanvasWorld.com, MyCustomCase.com, PersonalCreations.com et Gifts.com. Ces applications sont disponibles dans 12 pays (produits différents selon les pays).

### Édition de logiciels
Le pôle Internet du groupe développe des outils de gestion documentaire PDF avec SodaPDF (en), de retouche photoavec InPixio, de sécurité informatique avec Adaware (services antivirus, des ad blockers, des outils de nettoyage et d’optimisation).

### IoT
Mydevices, le pôle IoT de Claranova est une plateforme réservée aux professionnels, pour gérer des objets connectés. MyDevices se concentre aujourd'hui sur plusieurs domaines d’applications tels que : gestion d’alertes (boutons d’appel d'urgence, maintenance prédictive), contrôle de la chaîne du froid, optimisation de la gestion de l’espace, optimisation de la chaîne logistique avec la détection taux de remplissage de containers, suivi de satisfaction clients… 

## Implantation
Le siège de la société est situé à Courbevoie en France. Elle possède des filiales aux États-Unis, Canada, Chine, Allemagne et en Pologne. 

## Actionnariat
| Nom                               | %      |
| --------------------------------- | ------ |
| Association Adanova               | 8,01 % |
| Daniel Assouline                  | 5,86 % |
| Pierre Cesarini                   | 5,57 % |
| Michael Dadoun                    | 2,83 % |
| Invesco Advisers, Inc.            | 1,01 % |
| Burgundy Asset Management         | 0,87 % |
| Claranova (autocontrôle boursier) | 0,82 % |
| Générali Investments Partners     | 0,65 % |
| Tocqueville Finance               | 0,62 % |
| Sunny Asset Management            | 0,57 % |
| Dimensional Fund Advisors LP      | 0,43 % |